# NGC 3302
NGC 3302 est une vaste galaxie lenticulaire située dans la constellation de la Machine pneumatique. NGC 3302 a été découverte par l'astronome britannique John Herschel en 1835.

## Caractéristiques
Sa vitesse par rapport au fond diffus cosmologique est de 4 406 ± 29 km/s, ce qui correspond à une distance de Hubble de 65,0 ± 4,6 Mpc (∼212 millions d'al).